# Strauss Group
Strauss Group (hebrejsky שטראוס‎, Štraus, dříve Strauss-Elite, שטראוס עלית‎, Štraus-Elit, zkratka STRS) je izraelská firma vzniklá sloučením dvou po dlouhou dobu samostatných podniků Strauss a Elite.

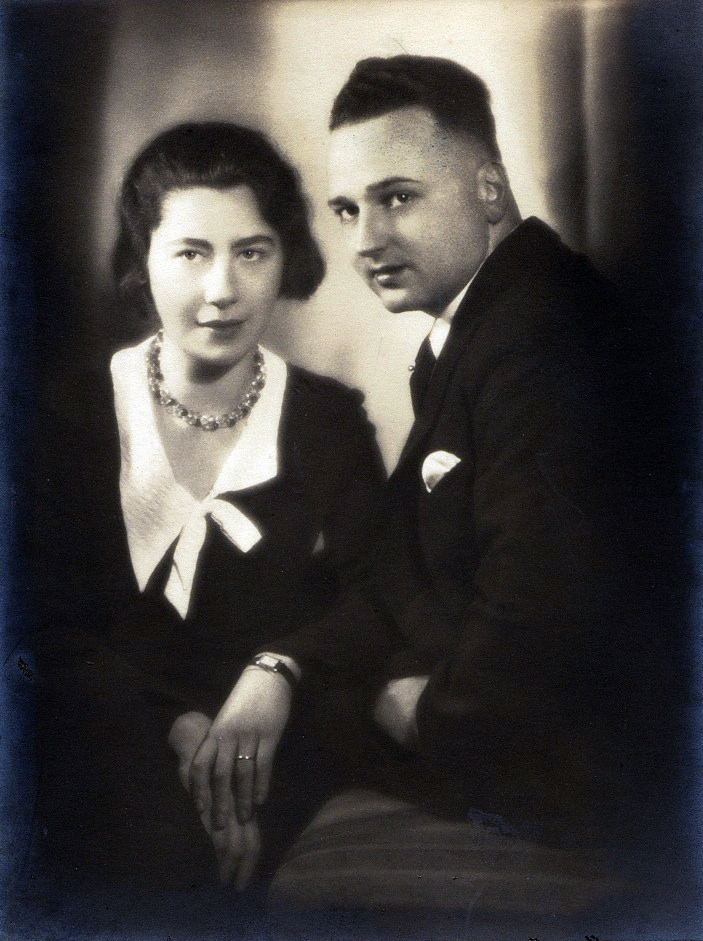
Richard a Hilda Straussovi

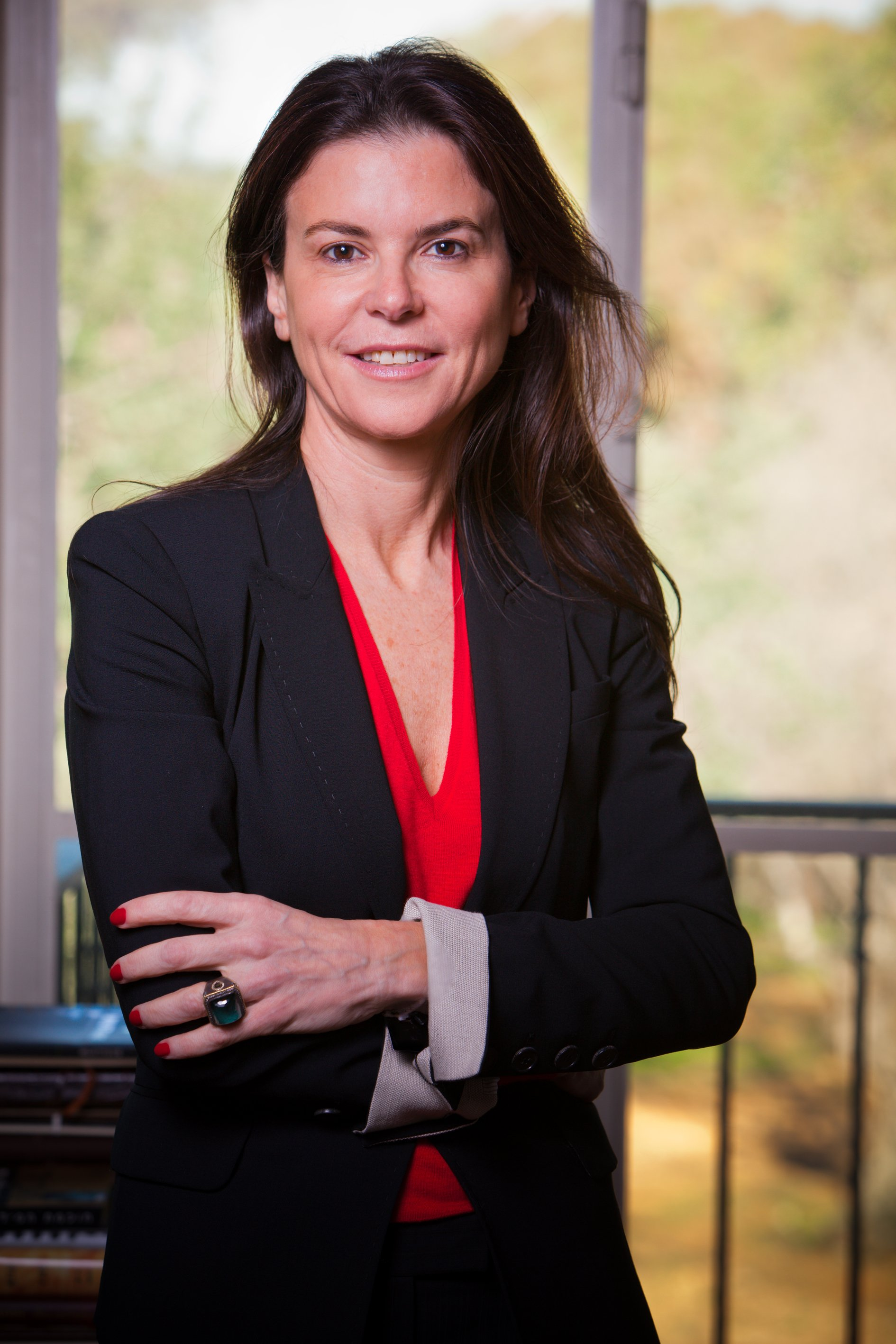
Ofra Strauss

## Dějiny a popis firmy

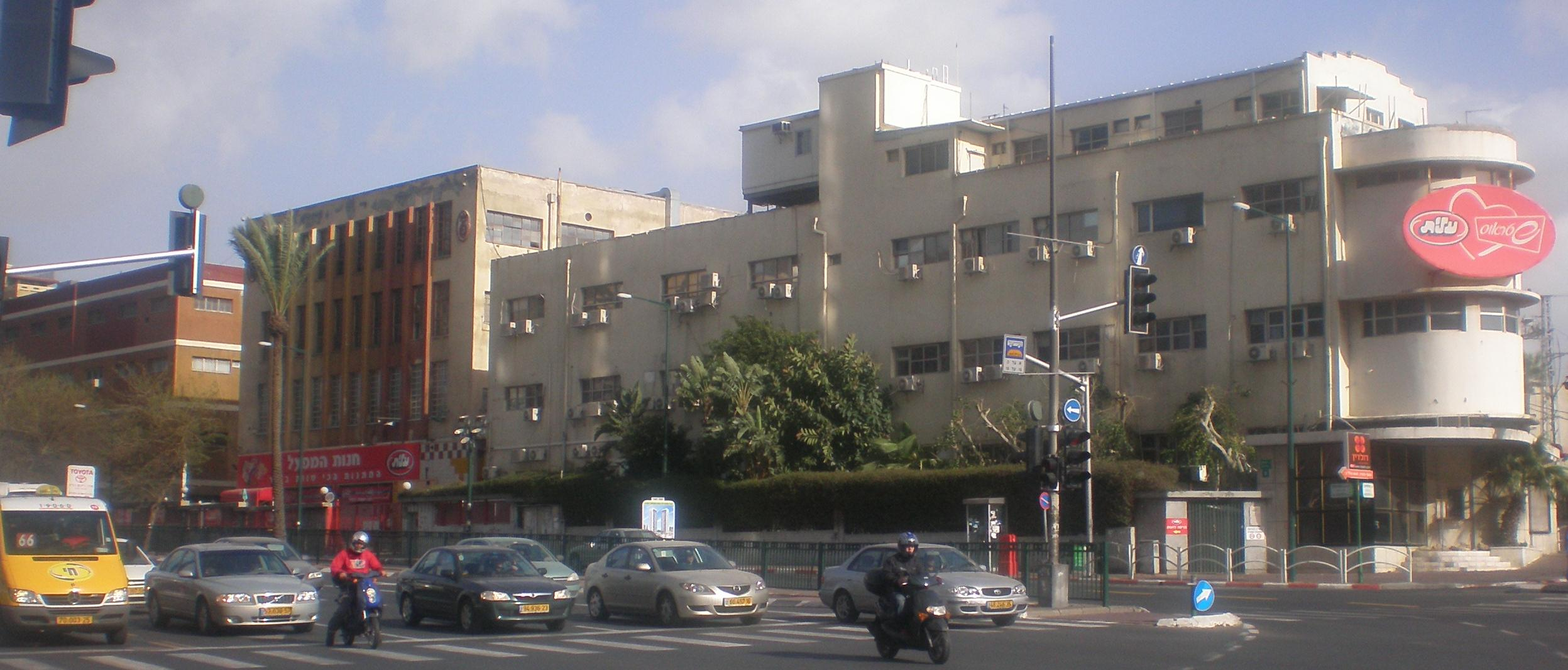
Bývalá budova podniku Elite ve městě Ramat Gan

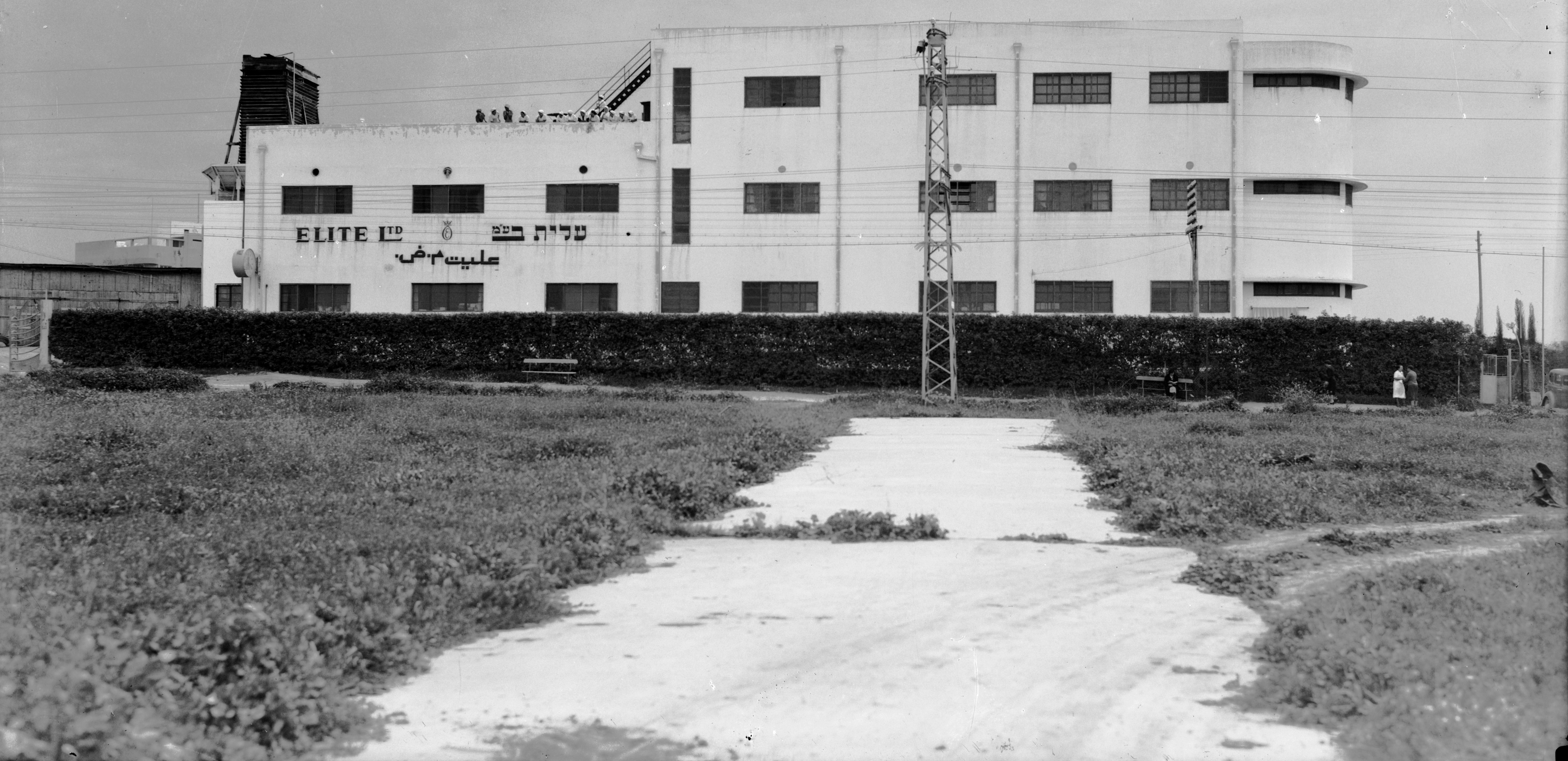
Bývalá budova podniku Elite ve městě Ramat Gan na archivním snímku

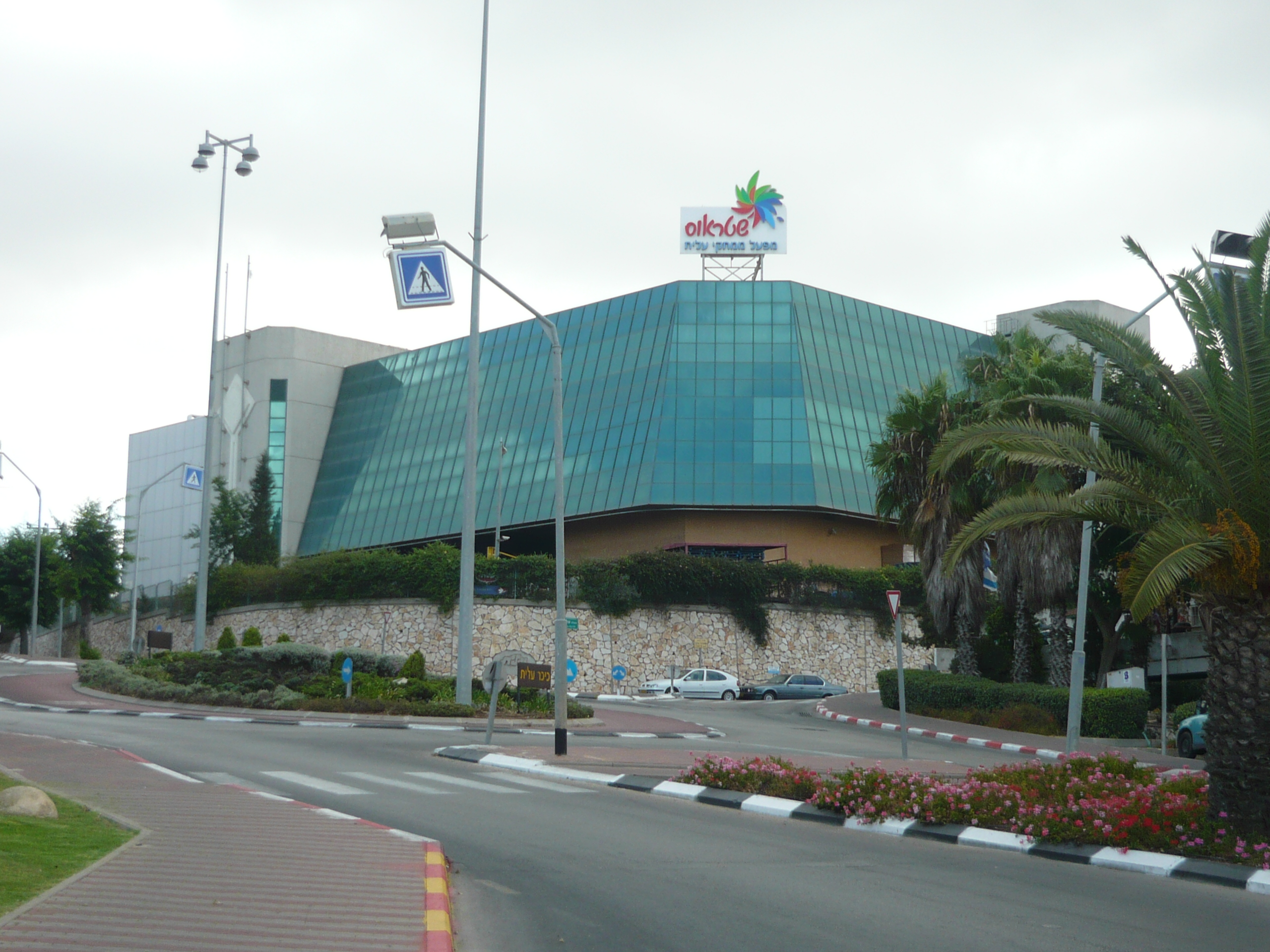
Budova podniku Strauss ve městě Nazaret Ilit

Jde o firmu zaměřující se na potravinářský průmysl. Vznikla v roce 1933. Toho roku založil Elijahu Fromenčenko, narozen v Rusku a později žijící v Lotyšsku v Ramat Ganu továrnu Elite. Roku 1936 se z Německa do dnešního Izraele přistěhoval Richard Strauss a ve městě Naharija založil firmu Strauss. Firma Elite vyrostla po roce 1938 díky dodávkám čokolády pro britská a později i jiná spojenecká vojska v tomto regionu. Firma Strauss zahájila svou expanzi ve stejné době, kdy se původní mlékárenský podnik rozhodl využít přebytků mléka pro výrobu cukrářských výrobků. Zároveň se rodina Straussových zbavila vlastního chovu dobytka a dodávky mléka od nynějška zajišťovaly okolní židovské vesnice. Během 40. let 20. století obě firmy dále upevňovaly své postavení na trhu.
Roku 1956 nastoupil do firmy Strauss syn zakladatelů Micha'el, který absolvoval studium mlékárenských technologií ve Švýcarsku. Firma se pak díky němu vydala směrem k větší profesionalizaci. Kvůli ekonomickým potížím jí ale dočasně hrozí bankrot, od kterého ji ochránila půjčka od vlády, kterou inicioval ministr Pinchas Sapir. Roku 1962 tak Strauss mohla otevřít továrnu na zmrzlinu v Akko. Ve stejné době firma Elite získává továrnu na cukrovinky v Nazaretu. Roku 1958 také Elite začíná s výrobou instantní kávy v továrně v Safedu, později přibyla továrna na kávu v Lodu. I zde došlo ke generační obměně po smrti Elijahu Fromenčenka roku 1962. V 60. letech 20. století firma Strauss zahájila výrobu sýru typu gervais na základě receptů dovezených ze Švýcarska. Roku 1969 firma Strauss podepsala dohodu s mezinárodní firmou Danone, která v ní získala podíl 28 %.
V roce 1970 se firma Elite stala sponzorem basketbalového týmu Makabi Tel Aviv BC. Roku 1973 se Elite stala veřejně obchodovanou společností. V 70. letech 20. století prodělává expanzi i firma Strauss, která ovládla svého konkurenta na trhu zmrzlinových produktů, firmu Whitman Ice Creams. Počátkem 80. let 20. století firma Danone ukončila partnerství s firmou Strauss kvůli tlaku arabských zemí na bojkot Izraele. K majetkové změně došlo tehdy i ve firmě Elite, kde roku 1984 získal výrazný podíl podnikatel David Federman na úkor potomků rodiny zakladatelů. V 90. letech 20. století firma Strauss vstoupila i na trh se saláty včetně chumusu. Firma Elite mezitím zahájila expanzi do zahraničí (továrna na kávu ve městě Poznaň v Polsku, později aktivity v Rumunsku a v dalších zemích východní Evropy). Výraznou změnou byl vstup mezinárodní firmy Unilever do podniku Strauss, v němž získala 51% podíl. O několik let později byla obnovena i spolupráce s Danone.
V roce 1996 začal proces slučování obou firem, když rodiny Straussových a Federmanových dohodly výměnu akcií. Roku 1998 firma kupuje podíl 50 % v populárním řetězci mléčných výrobků Yotvata Kibbutz Dairies. Proces propojování podniků Strauss a Elite pokročil roku 2004 do fáze plné fúze pod jménem Strauss-Elite. Roku 2007 pak byla značka firmy změněna na Strauss. V této době firma expanduje do USA. Firma je obchodována na Telavivské burze cenných papírů a je zařazena do indexu TA-25. Ředitelem je Gadi Lesin. Hlavním akcionářem je Strauss Group Holdings.
Podle dat z roku 2010 byla firma Strauss Group 12. největším průmyslovým podnikem v Izraeli podle tržeb, které roku 2010 dosáhly 6,855 miliardy šekelů, a 2. největší firmou v sektoru potravinářského průmyslu.